# Andrea Costa
Andrea Costa, född 1851, död 1910, var en italiensk politiker.
Andrea Costa blev den förste socialisten i den italienska representationen (1882). Costa försökte framgångsrikt att sammanhålla de olika riktningarna inom arbetarpartiet under sin ledning.